# Squalus grahami
Squalus grahami é uma espécie de tubarão da família Squalidae. A espécie foi proposta em 1994 como Squalus "sp. nov. F", sendo descrita formalmente apenas em 2007.
É endémica da Austrália, onde pode ser encontrada do norte de Brush Island, Nova Gales do Sul (ca. 35°S, 150°E), a Cape York, Queensland (ca. 10°S, 144°E). Os seus habitats naturais são: mar aberto.